# Valstasjön
Valstasjön är en sjö i Hallstahammars kommun i Västmanland och ingår i Norrströms huvudavrinningsområde.